# جردن دایر
جردن دایر (انگلیسی: Jordan Dyer؛ زادهٔ ۲۹ مهٔ ۲۰۰۰) بازیکن فوتبال است.
از باشگاه‌هایی که در آن بازی کرده‌است می‌توان به باشگاه فوتبال تیورتون تاون اشاره کرد.